# Rosemarie Taube
Rosemarie Taube (geboren 24. Oktober 1923 in Berlin; gestorben 24. September 2022 in Verden) war eine deutsche Juristin und Richterin, sie hatte 1973 als erste Frau in Niedersachsen das Amt der Vizepräsidentin eines Landgerichts inne.

## Beruflicher Werdegang
Taube studierte zunächst Volkswirtschaft, ab 1944 in Freiburg und Hamburg Rechtswissenschaften. Nach Ablegung der Zweiten Großen Staatsprüfung 1953 trat sie in den Niedersächsischen Staatsdienst ein. Am 1. Oktober 1957 wurde sie zur Landgerichtsrätin (heute: Richterin am Landgericht) am Landgericht Verden ernannt. Am 1. November 1968 folgte die Beförderung zur Landgerichtsdirektorin (heute: Vorsitzende Richterin am Landgericht), zum 20. September 1973 trat Taube als Vizepräsidentin in die Leitung des Landgerichts Verden ein. 1988 ging sie in den Ruhestand.

## Leben
Rosemarie Taube war eine der ersten Frauen in der niedersächsischen Justiz. Außerdem war sie die erste weibliche Richterin am Landgericht Verden, dort die erste Landgerichtsdirektorin und 1973 mit ihrer Ernennung zur Vizepräsidentin des Landgerichts Verden die Frau mit dem höchsten Amt in der niedersächsischen Justiz. Als Pionierin musste sie mit Vorurteilen und Anfeindungen gegen Frauen im Justizdienst umgehen. So sagte der Präsident des Landgerichts Verden bei ihrem Dienstantritt, auch wenn er sie herzlich begrüße, sei er erschüttert über ihr Kommen, denn mit Frauen im Richteramt zerbreche die Kultur.
Mit dem Spirallabyrinth Verden wurde Rosemarie Taube als eine Frau geehrt, die als erste in Verden eine Profession – die der Richterin und Vizepräsidentin – innehatte.